# غشا (کیهان‌شناسی)
در نظریه ریسمان و نظریه‌های مرتبط مانند نظریه‌های ابرگرانش، غشاء شیئی فیزیکی است که مفهوم ذره نقطه‌ای را به ابعاد بالاتر تعمیم می‌دهد. مثلاً یک ذره نقطه‌ای در واقع غشایی با بعد صفر است در حالی که یک ریسمان را می‌توان غشایی با بعد یک دانست. می‌توان غشاهایی با ابعاد بالاتر هم تصور نمود. در بعد p به آنها غشای-p می‌گویند. معادل واژه غشاء در زبان انگلیسی brane است که برگرفته از membrane به معنی پوسته یا غشا است.
غشاها اشیای پویایی هستند که می‌توانند براساس قوانین مکانیک کوانتومی در فضازمان منتشر شوند. آنها جرم دارند و می‌توانند ویژگی‌های دیگری مانند بار الکتریکی هم داشته‌باشند. یک غشای-p یک فضای (p+1) بعدی که گاهی حجم دنیای غشاء نامیده می‌شود، را جارو می‌کند.
در نظریه ریسمان، غشاهای دی، رده مهمی از غشاها هستند که وقتی ریسمانهای باز را در نظر بگیریم، اهمیت آن نمایان می‌شود. یک رشته باز در حین انتشار در فضازمان، باید پایانه‌هایش روی یک غشای دی قرار بگیرند. حرف D در واژه غشای دی به شرایط ریاضی خاصی روی سیستم اشاره می‌کند که شرایط مرزی دیریکله نام دارد.